# Ricardo Aguilar Melantzón
Ricardo Aguilar Melantzón (El Paso, 16 de septiembre de 1947-Ibidem, 24 de septiembre de 2004) fue un ensayista, poeta y escritor estadounidense de origen mexicano.

## Biografía
Nació en El Paso, Texas, en 1947, dentro del seno de una familia de origen mexicano. Obtuvo una licenciatura en lengua francesa y española en la Universidad de Texas en El Paso, y posteriormente realizó un doctorado en lenguas romances en la Universidad de Nuevo México.
Durante su carrera se desempeñó como profesor asociado de lenguas y creación literaria, así como director del proyecto “Literatura Fronteriza” en la Universidad de Texas en El Paso.
Como parte de su labor literario fundó la editorial "Dos Pasos". Es autor y coautor de múltiples libros de poesía, narrativa y ensayo, entre los que se destacan: Caravana enlutada (1975), Efraín Huerta (1984), Glosario del caló de Ciudad Juárez: primera aproximación (1985), Madreselvas en flor (1987), Cuento chicano (1991), A barlovento (1998), y Que es un soplo la vida: trilogía de la frontera (2003).

### Premios y reconocimientos
Fue ganador del Premio Nacional de Literatura José Fuentes Mares en 1988 en el área de literatura chicana por su obra Madreselvas en Flor. En 1989 fue galardonado con el Premio de Creación Literaria otorgado por el Fondo Nacional para las Artes de Estados Unidos.

## Publicaciones seleccionadas

### Antologías
- Ricardo, Aguilar Melantzón (1999). Los vasos comunicantes: antología de poesía chicana. Huerga & Fierro. ISBN 9788483740798.

### Cuentos
- Aguilar Melantzón, Ricardo (1987). Madreselvas en flor (1a edición). Xalapa, México: Universidad Veracruzana. ISBN 9789688340592.
- Aguilar Melantzón, Ricardo; Pino, Cecilia (1991). Cuento chicano. Montevideo, Uruguay: Signos.

### Ensayos
- Aguilar Melantzón, Ricardo (1984). Efraín Huerta. México: Sainz Luiselli Editores.
- Aguilar Melantzón, Ricardo (1985). Glosario del caló de Ciudad Juárez : primera aproximación. Nuevo México, Estados Unidos de América: Joint Border Research Institute / New Mexico State University.

### Novela
- Aguilar Melantzón, Ricardo (1998). A barlovento. México: Consejo Nacional para la Cultura y las Artes / Universidad Autónoma de Ciudad Juárez.

### Poesía
- Aguilar Melantzón, Ricardo (1975). Caravana enlutada. México: Pájaro Cascabel.
- Aguilar Melantzón, Ricardo (2003). Que es un soplo la vida. Ciudad de México: Ediciones y Gráficos Eón. ISBN 9781512970333.